# Slag bij Zwartewaal
De Slag bij Zwartewaal (ook wel Slag op de Maas) was een slag die plaatsvond tussen 3 en 5 juli 1351 bij Zwartewaal tussen de vloten van Margaretha van Beieren en haar zoon Willem V van Holland tijdens de Hoekse en Kabeljauwse twisten.

## Verloop
De strijd om het graafschap Holland tussen Margaretha die op de Hoeken steunde en Willem die de Kabeljauwen achter zich wist, had in juni van dat jaar geleid tot de Slag bij Veere die door de Hoeken onder leiding van Dirk III van Brederode was gewonnen. Margaretha had hierbij ook hulp gekregen van Eduard III van Engeland, die getrouwd was met haar zuster Filippa van Henegouwen.
Willem begon meteen aan de voorbereidingen voor een volgend treffen. Koggen werden gevorderd. In Dordrecht, Brielle, Rotterdam en Haarlem werden nieuwe rekruten verzameld en naar Schiedam gebracht.
Margaretha had Jan van Heenvliet als bondgenoot, hij stond haar toe gebruik te maken van het riviertje de Bernisse om een Engelse invasievloot te laten landen. Om dit te voorkomen probeerde Willem op zijn beurt de burggravin van Zeeland, vrouwe Machteld van Voorne tot bondgenoot te maken. Dit lukte, waarna het tot de Slag bij Zwartewaal kwam die resulteerde in een overwinning voor Willem. Dirk III van Brederode werd hierbij gevangengenomen. Volgens de overlevering kleurde de Maas rood van bloed tijdens de slag.
Willem de Beyer gaf zijn wapen uitrusting en harnas aan de kerk van s'Gravenzande en stichtte later dat jaar een kapel in Bakkum uit dank voor de overwinning
Kort na de slag zou Eduard van Engeland Willem gaan steunen. In 1354 was Margaretha gedwongen om een overeenkomst te sluiten met haar zoon.
|  |